# 吐き戻し

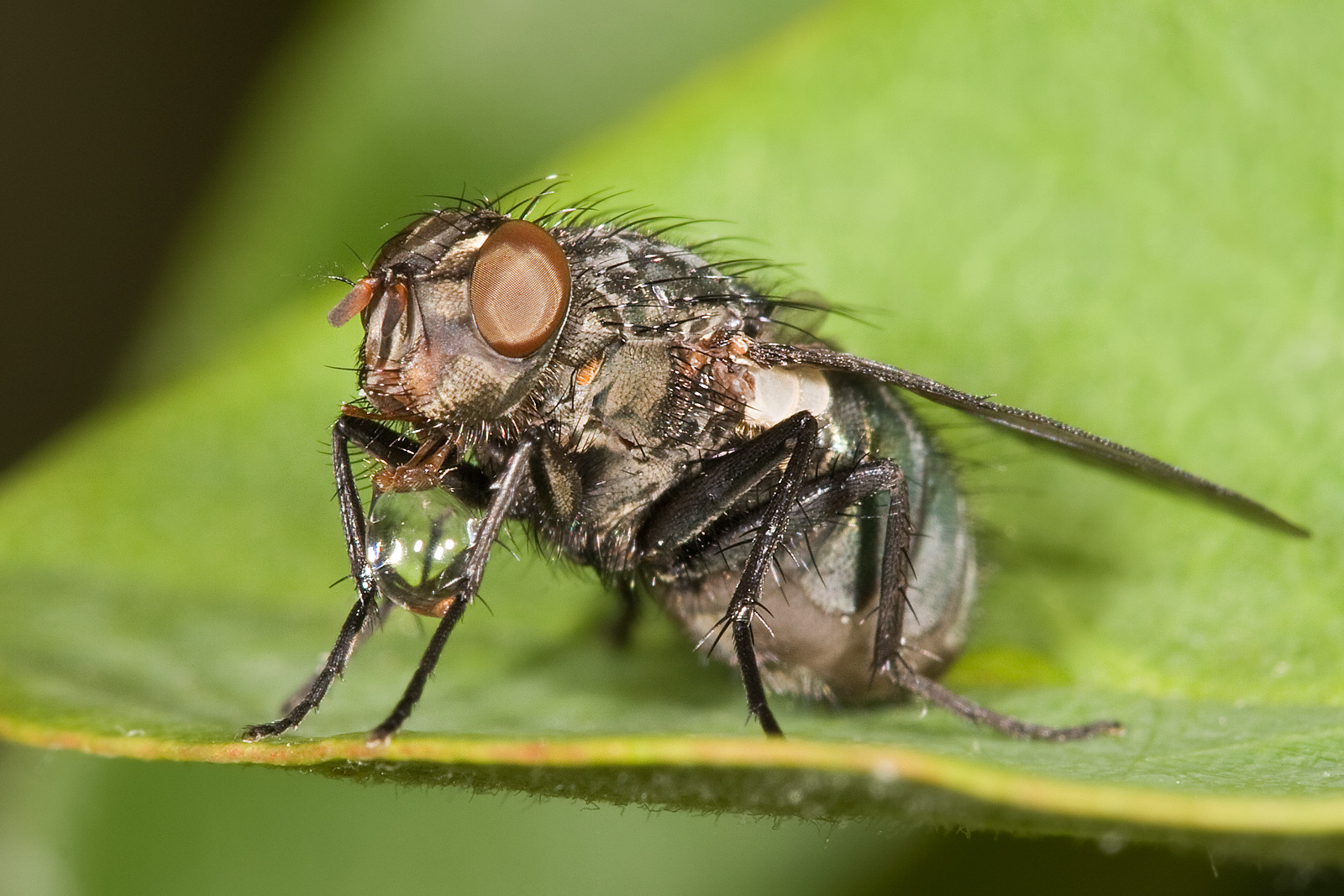
水滴状の吐き戻しを作って ("blowing a bubble") いるニクバエ。ニクバエは非常に水分の多いところに生息しているため、吐き戻しにより水分を蒸発させ、栄養分の濃度を上げていると考えられている。

吐き戻し（はきもどし、英: regurgitation）とは、口、喉、食道などから体外へ排出されたもので、特に未消化のものを含むものを指す。多くの動物において、毒物を摂取した際にそれを排出する反応として、いくつかの反応が複合して生じる嘔吐反射が見られるが、吐き戻しはそれとは別に随意的にも行われる。

## 哺乳類の吐き戻し
動物においては多くの種で、子に対する給餌行動として観察される。これは特に、餌をそのまま巣に運ぶと大きな動物に狙われやすい場合、あるいは餌としているものが巣に運ぶには大きすぎるような場合に、巣にいる子に食料を運ぶためにとられる行動であり、イヌ科 (オオカミ、コヨーテなど) に多く見られる。
また消化の一過程としての吐き戻しは反芻と呼ばれ、偶蹄目のウシなどが行う例が良く知られている。

## 鳥類の吐き戻し

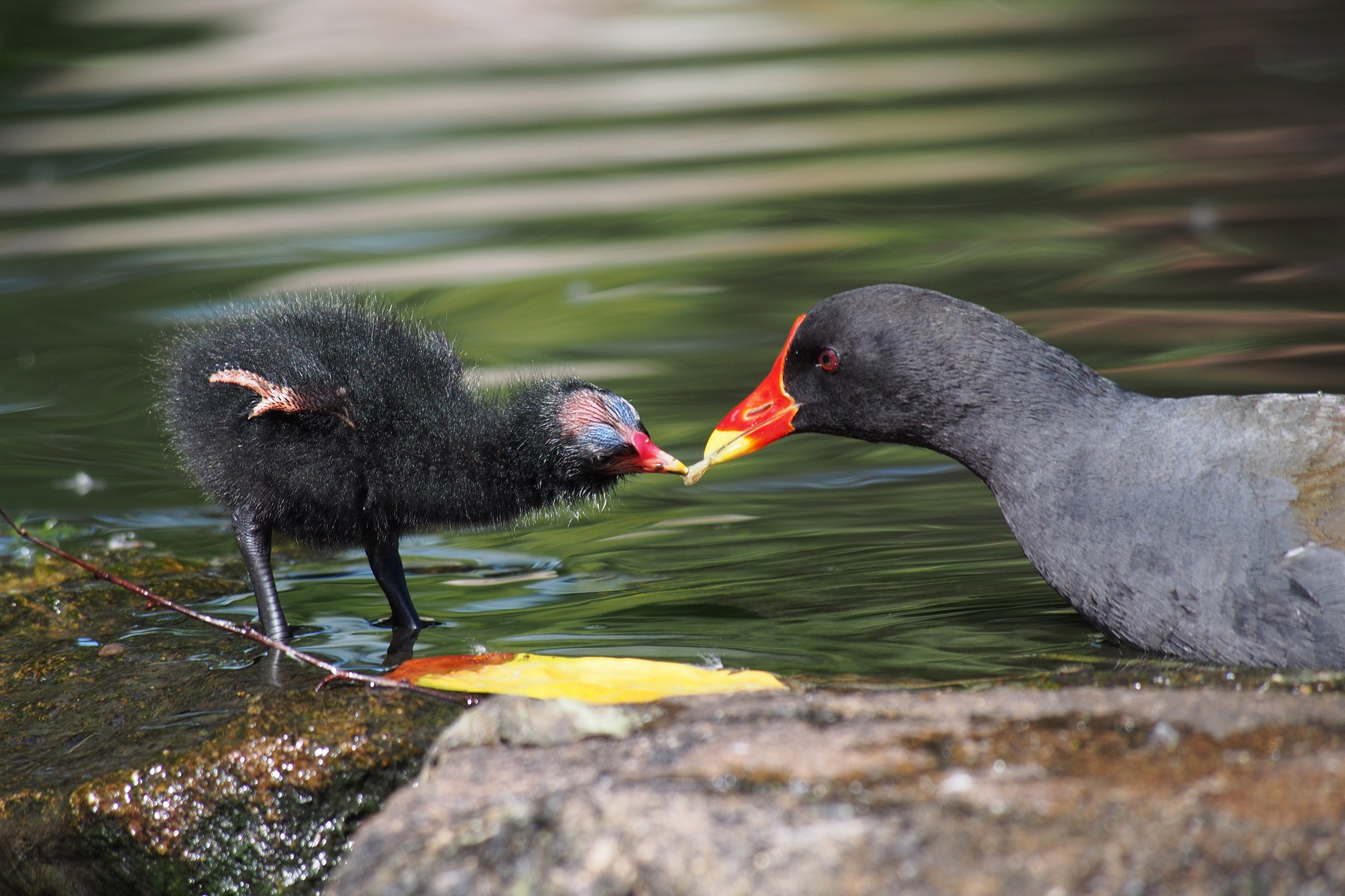
親鳥のバンが吐き戻した餌を食べる雛。

鳥類においては、食べたもののうち消化できないもの（昆虫の外骨格や小動物の骨、小鳥の羽など）を口から排出することがあり、これはペリットと呼ばれる。猛禽類 (ワシ、タカ、フクロウなど) でよく知られているが、ハチドリなどの小型の鳥類、カモなどの小型から中型のものにも広く見られる。ペリットは鳥類の食習慣や行動を研究する上での重要な資料となる。
致死性の農薬などを摂取した鳥は、死亡率を低下させるために、吐き戻すことがある。
また、鳥類では、餌を吐き戻して、雛に餌を与える行為が見られる。アオアシシギなどの鳥では、雛には低頻度で行われるつつきによる優先順位決めがあり、優先度が高い雛順に吐き戻しによって親鳥が餌が与える。餌が不足する場合には、優位に成長した雛鳥による排除・兄弟殺しが発生することもある。
アデリーペンギンの育雛行動によって、代謝性アルカローシスを起こす可能性がある。

## ヒトにおける吐き戻し
ヒトの吐き戻しは多くの動物の場合と同様、随意的および反射的の両方があるが、後者の場合は異常に対する反応として行われる。その異常にはいくつかの種類があるが、食事のあとの反射的な吐き戻しは反芻症候群と呼ばれ、稀に見られる摂食障害として分類されている。これは逆流性食道炎 (GERD) の症状の一つであろうと考えられている。
神経性大食症を患っている、または患っていた人の中には、物理刺激や薬物を全く使わなくても、随意に（筋肉を使って自由に）吐き戻しができる人がいる。またヨガの修練によっても同様のことが可能になるという報告もある。また様々なもの（たとえば金魚など）を飲み込んで自在に吐き出すことを芸とするプロの演芸家もいる。

## 病理用語との混用
英語の regurgitation には「逆流」という意味もあり、心臓の弁の不全による血流の逆行などをさす用語としても使われる (日本語の「吐き戻し」にはそういった混用はない)。

## ギャラリー

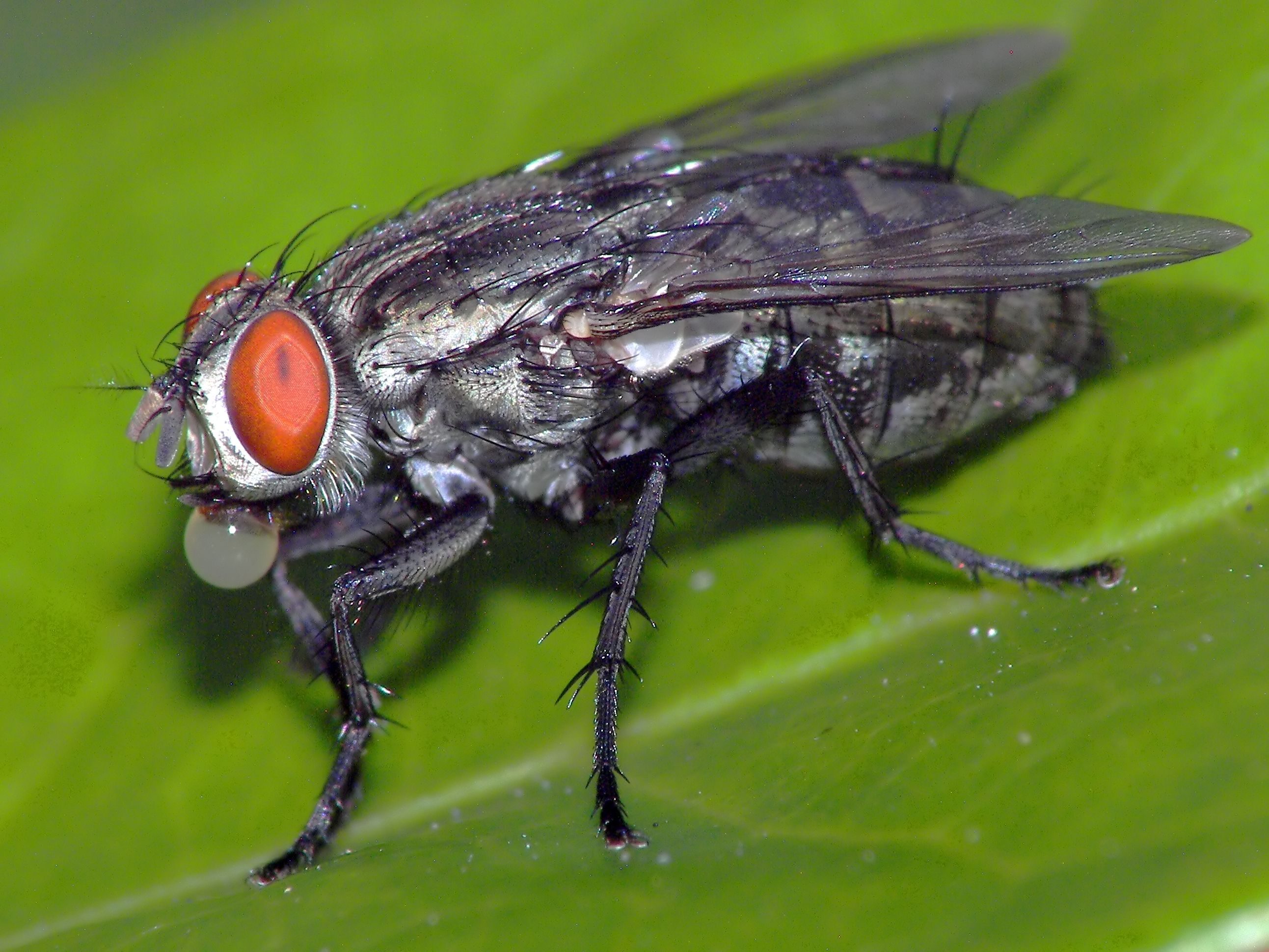
泡状の吐き戻しを作っているハエ
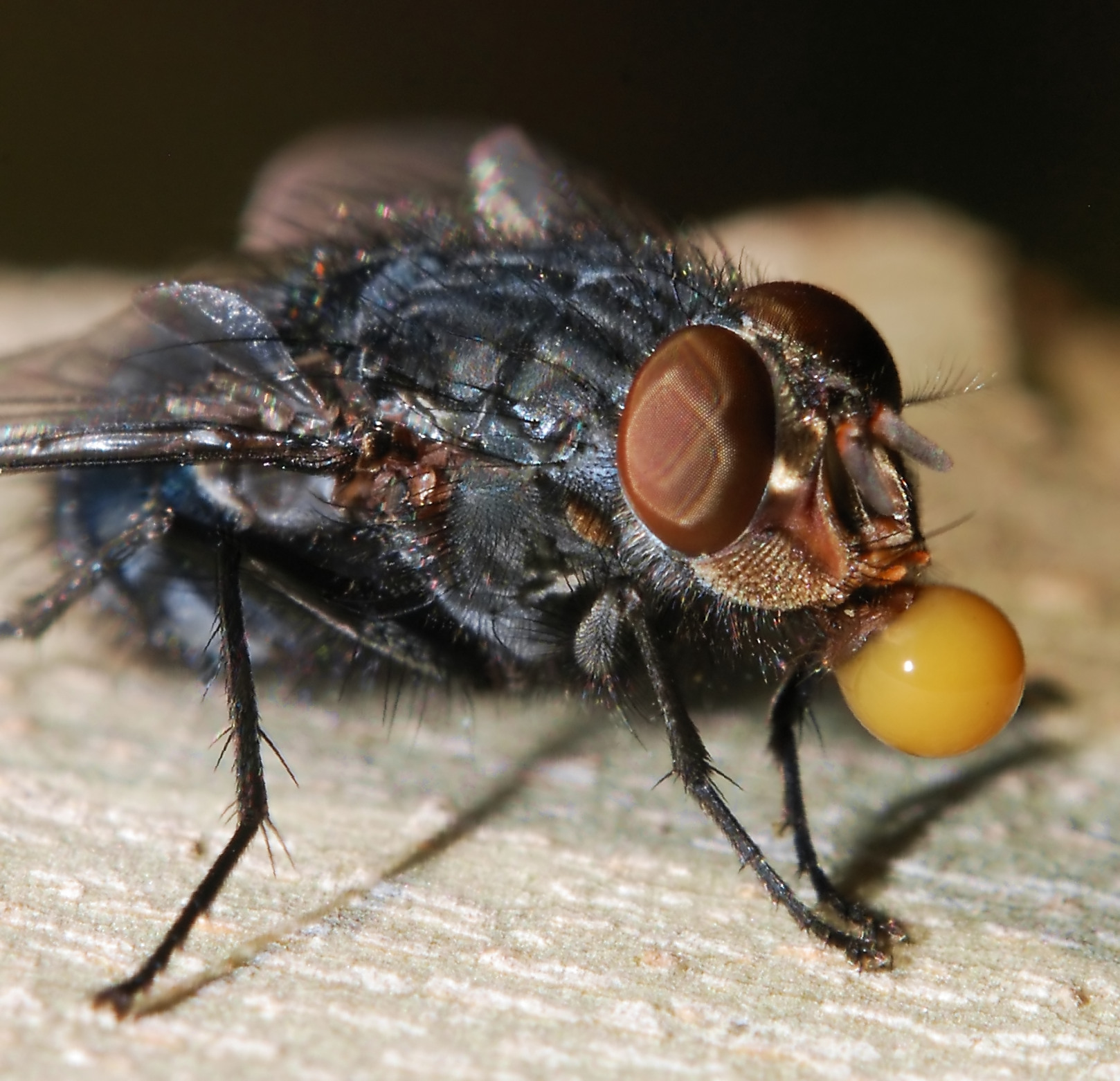
泡状の吐き戻しを作っているホホアカグロバエ（英語版）
- 泡状の吐き戻しを作っているPollenia属のハエ